# Fantasy Filmfest 2023
Das 37. Fantasy Filmfest (2023) fand in der Zeit von Mittwoch, den 6. September, bis Mittwoch, den 13. September 2023, in der Harmonie in Frankfurt am Main und in den City-Kinos in München; von Mittwoch, den 13. September, bis Mittwoch, den 20. September 2023, im Zoopalast in Berlin; sowie von Mittwoch, den 20. September 2023, bis Mittwoch, den 27. September 2023, im Savoy Filmtheater in Hamburg, im EM in Stuttgart, in der Residenz Astor Film Lounge in Köln, sowie im Cinecitta in Nürnberg statt.
Die Fantasy Filmfest White Nights fanden in der Zeit von Samstag, den 28. Januar, bis Sonntag, den 29. Januar 2023, im Zoopalast in Berlin und in der Harmonie in Frankfurt am Main; sowie in der Zeit von Samstag, den 4. Februar, bis Sonntag, den 5. Februar 2023, in den City-Kinos in München, im Savoy Filmtheater in Hamburg, im EM in Stuttgart, in der Residenz Astor Film Lounge in Köln, sowie im Cinecitta in Nürnberg statt.
Die Fantasy Filmfest Nights fanden in der Zeit von Donnerstag, den 20. April, bis Sonntag, den 23. April 2023, im Zoopalast in Berlin, in den City-Kinos in München, im Savoy Filmtheater in Hamburg, im EM in Stuttgart, in der Residenz Astor Film Lounge in Köln und im Cinecitta in Nürnberg; sowie in der Zeit von Donnerstag, den 27. April, bis Sonntag, den 30. April 2023, in der Harmonie in Frankfurt am Main statt.
Alle hier aufgeführte Filme wurden in allen Städten gezeigt.

## Liste der gezeigten Filme
| Fantasy Filmfest White Nights | Fantasy Filmfest White Nights      | Fantasy Filmfest White Nights            | Fantasy Filmfest White Nights | Fantasy Filmfest White Nights |
| Originaltitel                 | Deutscher Titel                    | Land                                     | Jahr                          | Regisseur                     |
| ----------------------------- | ---------------------------------- | ---------------------------------------- | ----------------------------- | ----------------------------- |
| Mal de Ojo                    | Evil Eye                           | Mexiko                                   | 2022                          | Isaac Ezban                   |
| Good Boy                      | --                                 | Norwegen                                 | 2022                          | Viljar Bøe                    |
| Hit Big                       | --                                 | Finnland, Estland, Spanien               | 2022                          | Jukka-Pekka Valkeapää         |
| 智齒                          | Limbo                              | Hongkong                                 | 2021                          | Soi Cheang                    |
| Lockdown Tower                | --                                 | Frankreich                               | 2022                          | Guillaume Nicloux             |
| Nocebo                        | --                                 | Irland, Großbritannien, Philippinen, USA | 2022                          | Lorcan Finnegan               |
| Modelo 77                     | Prison 77 – Flucht in die Freiheit | Spanien                                  | 2022                          | Alberto Rodriguez             |
| 늑대사냥                      | Project Wolf Hunting               | Südkorea                                 | 2022                          | Kim Hong-sun                  |
| Pengabdi Setan 2: Communion   | Satan's Slaves 2: Communion        | Indonesien                               | 2022                          | Joko Anwar                    |
| Soft & Quiet                  | --                                 | USA                                      | 2022                          | Beth de Araújo                |

| Fantasy Filmfest Nights | Fantasy Filmfest Nights          | Fantasy Filmfest Nights | Fantasy Filmfest Nights | Fantasy Filmfest Nights              |
| Originaltitel           | Deutscher Titel                  | Land                    | Jahr                    | Regisseur                            |
| ----------------------- | -------------------------------- | ----------------------- | ----------------------- | ------------------------------------ |
| Evil Dead Rise          | --                               | USA                     | 2023                    | Lee Cronin                           |
| Pearl                   | --                               | USA                     | 2022                    | Ti West                              |
| Blood & Gold            | --                               | Deutschland             | 2023                    | Peter Thorwarth                      |
| Viejos                  | The Elderly                      | Spanien                 | 2022                    | Raul Cerezo, Fernando Gonzalez Gomez |
| Irati                   | Irati – Age of Gods and Monsters | Spanien                 | 2022                    | Paul Urkijo Alijo                    |
| Kids vs. Aliens         | --                               | USA                     | 2022                    | Jason Eisener                        |
| Monolith                | --                               | Australien              | 2022                    | Matt Vesely                          |
| Mother, may I?          | --                               | USA                     | 2023                    | Laurence Vannicelli                  |
| 뉴 노멀                 | New Normal                       | Südkorea                | 2022                    | Jung Bum-shik                        |
| ニューレリジョン        | New Religion                     | Japan                   | 2022                    | Keishi Kondo                         |
| Svetlonok               | Nightsiren                       | Tschechien, Slowakei    | 2022                    | Tereza Nvotová                       |
| 天龍八部之喬峯傳        | Sakra                            | Hongkong, China         | 2023                    | Donnie Yen, Ka-Wai Kam               |
| Shadow Island           | --                               | Schweden                | 2022                    | Johan Storm                          |
| Sisu                    | --                               | Finnland                | 2022                    | Jalmari Helander                     |
| Skinamarink             | --                               | USA                     | 2022                    | Kyle Edward Ball                     |
| Fumer fait tousser      | Smoking causes coughing          | Frankreich              | 2022                    | Quentin Dupieux                      |
| Talk to Me              | --                               | Australien              | 2022                    | Danny Philippou, Michael Philippou   |

| Fantasy Filmfest               | Fantasy Filmfest                             | Fantasy Filmfest                                                                    | Fantasy Filmfest | Fantasy Filmfest                                     | Fantasy Filmfest            |
| Originaltitel                  | Deutscher Titel                              | Land                                                                                | Jahr             | Regisseur                                            | Sparte                      |
| ------------------------------ | -------------------------------------------- | ----------------------------------------------------------------------------------- | ---------------- | ---------------------------------------------------- | --------------------------- |
| Archive                        | --                                           | Großbritannien, Ungarn, USA                                                         | 2020             | Gavin Rothery                                        | Science-Fiction hinterfragt |
| Eisspin, der sehr Schreckliche | --                                           | Deutschland                                                                         | 2023             | Adrian Doll                                          | Special Presentation        |
| Le règne animal                | Animalia                                     | Frankreich                                                                          | 2023             | Thomas Cailley                                       | Centerpiece                 |
| Birth/rebirth                  | --                                           | USA                                                                                 | 2022             | Laura Moss                                           | Fresh Blood                 |
| Conann                         | --                                           | Belgien, Frankreich, Luxemburg                                                      | 2023             | Bertrand Mandico                                     | Official Selection          |
| DogMan                         | Dogman                                       | Frankreich, USA                                                                     | 2023             | Luc Besson                                           | Eröffnungsfilm              |
| Farang                         | Farang – Schatten der Unterwelt              | Frankreich                                                                          | 2022             | Xavier Gens                                          | Official Selection          |
| Frontières                     | Frontiers                                    | Kanada                                                                              | 2022             | Guy Édoin                                            | Official Selection          |
| A folded Ocean                 | --                                           | USA                                                                                 | 2023             | Benjamin Brewer                                      | Get Shorty                  |
| Claudio`s Song                 | --                                           | Großbritannien, Ukraine                                                             | 2022             | Andreas Nilsson                                      | Get Shorty                  |
| Deadline                       | --                                           | Israel                                                                              | 2023             | Idan Gilboa                                          | Get Shorty                  |
| Eyestring                      | --                                           | Argentinien, USA                                                                    | 2023             | Javier Devitt                                        | Get Shorty                  |
| Foreigners only                | --                                           | Bangladesh                                                                          | 2023             | Nuhash Humayun                                       | Get Shorty                  |
| Good Boy                       | --                                           | Großbritannien                                                                      | 2022             | Eros V                                               | Get Shorty                  |
| Sucks to be Moon               | --                                           | USA                                                                                 | 2022             | Tyler March, Eric Paperth                            | Get Shorty                  |
| Summer´ 94                     | --                                           | Deutschland                                                                         | 2022             | Basti Schwarz, Oliver Schwarz                        | Get Shorty                  |
| Underneath                     | --                                           | USA                                                                                 | 2023             | Connor Pickens                                       | Get Shorty                  |
| Wild Summon                    | --                                           | Großbritannien                                                                      | 2023             | Karni Arieli, Saul Freed                             | Get Shorty                  |
| La Desconocida                 | Girl Unknown                                 | Spanien                                                                             | 2023             | Pablo Maqueda                                        | Official Selection          |
| God is a Bullet                | --                                           | Mexiko, USA                                                                         | 2023             | Nick Cassavetes                                      | Official Selection          |
| The Harbinger                  | --                                           | USA                                                                                 | 2022             | Andy Mitton                                          | Official Selection          |
| 消失的她                       | Lost in the Stars                            | China                                                                               | 2022             | Rui Cui, Xiang Liu                                   | Fresh Blood                 |
| Mad Cats                       | --                                           | Japan                                                                               | 2023             | Reiki Tsuno                                          | Fresh Blood                 |
| 命案                           | Mad Fate                                     | Hongkong                                                                            | 2023             | Soi Cheang                                           | Official Selection          |
| Mars Express                   | --                                           | Frankreich                                                                          | 2023             | Jérémie Périn                                        | Fresh Blood                 |
| 더 문                          | The Moon                                     | Südkorea                                                                            | 2023             | Kim Yong-hwa                                         | Official Selection          |
| 新神榜：杨戬                   | New Gods: Yang Jian                          | China                                                                               | 2022             | Ji Zhao                                              | Official Selection          |
| Night of the Hunted            | --                                           | Frankreich                                                                          | 2023             | Franck Khalfoun                                      | Official Selection          |
| Nightman                       | --                                           | Belgien                                                                             | 2023             | Mélanie Delloye                                      | Fresh Blood                 |
| Pandemonium                    | --                                           | Frankreich                                                                          | 2023             | Quarxx                                               | Official Selection          |
| Perpetrator                    | Perpetrator – Ein Teil von ihr               | USA                                                                                 | 2023             | Jennifer Reeder                                      | Official Selection          |
| Raging Grace                   | --                                           | Großbritannien                                                                      | 2023             | Paris Zarcilla                                       | Fresh Blood                 |
| Restore Point                  | --                                           | Tschechische Republik, Slowakei, Polen, Serbien                                     | 2023             | Robert Hloz                                          | Fresh Blood                 |
| Robot Dreams                   | --                                           | Spanien, Frankreich                                                                 | 2023             | Pablo Berger                                         | Official Selection          |
| 범죄도시3                      | The Roundup: No Way Out (alt.: Crime City 3) | Südkorea                                                                            | 2023             | Lee Sang-Yong                                        | Official Selection          |
| The Seeding                    | --                                           | USA                                                                                 | 2023             | Barnaby Clay                                         | Official Selection          |
| Slotherhouse                   | --                                           | Serbien                                                                             | 2023             | Matthew Goodhue                                      | Official Selection          |
| The Survival of Kindness       | --                                           | Australien                                                                          | 2023             | Rolf de Heer                                         | Director's Spotlight        |
| Sympathy for the Devil         | --                                           | Serbien                                                                             | 2023             | Yuval Adler                                          | Official Selection          |
| Tiger Stripes                  | --                                           | Malaysia, Taiwan, Singapur, Frankreich, Deutschland, Niederlande, Indonesien, Katar | 2023             | Amanda Nell Eu                                       | Fresh Blood                 |
| Vermin                         | --                                           | Frankreich                                                                          | 2023             | Sébastien Vaniček                                    | Abschlussfilm               |
| Vincent doit mourir            | Vincent Must Die                             | Frankreich, Belgien                                                                 | 2023             | Stéphan Castang                                      | Fresh Blood                 |
| We are Zombies                 | --                                           | Kanada, Frankreich                                                                  | 2023             | François Simard, Anouk Whissell, Yoann-Karl Whissell | Official Selection          |
| What remains                   | --                                           | China, Finnland                                                                     | 2023             | Ran Huang                                            | Fresh Blood                 |

Der Film Mars Express wurde mit dem Fresh Blood Award ausgezeichnet.